# Moama
Moama är en ort i Australien. Den ligger i kommunen Murray Shire och delstaten New South Wales, i den sydöstra delen av landet, omkring 640 kilometer sydväst om delstatshuvudstaden Sydney. Antalet invånare är 4 642.
Närmaste större samhälle är Echuca, nära Moama.
Trakten runt Moama består till största delen av jordbruksmark. Runt Moama är det glesbefolkat, med 13 invånare per kvadratkilometer. Genomsnittlig årsnederbörd är 574 millimeter. Den regnigaste månaden är februari, med i genomsnitt 91 mm nederbörd, och den torraste är januari, med 22 mm nederbörd.